# Općevac
Općevac falu Horvátországban Belovár-Bilogora megyében. Közigazgatásilag Csázmához tartozik.

## Fekvése
Belovártól légvonalban 29, közúton 36 km-re délnyugatra, községközpontjától 5 km-re délnyugatra, a Csázmát Ivanić-Graddal összekötő 43-as számú főút mentén, Palančani és Bosiljevo Čazmansko között fekszik.

## Története
A térség török uralom alóli felszabadítása után a 17. században telepítették be. 1774-ben az első katonai felmérés térképén „Dorf Obchevecz” néven szerepel. A Horvát határőrvidék részeként a Kőrösi ezredhez tartozott. Lipszky János 1808-ban Budán kiadott repertóriumában „Obchevecz” néven szerepel.  Nagy Lajos 1829-ben kiadott művében ugyancsak „Obchevecz” néven 25 házzal, 138 katolikus vallású lakossal találjuk. 1809 és 1813 között francia uralom alatt állt.
A katonai közigazgatás megszüntetése után Magyar Királyságon belül Horvátország része, Belovár-Kőrös vármegye Csázmai járásának része lett. A településnek 1857-ben 68, 1910-ben 146 lakosa volt. 1918-ban az új szerb-horvát-szlovén állam, majd később Jugoszlávia része lett. 1941 és 1945 között a németbarát Független Horvát Államhoz, majd a háború után a szocialista Jugoszláviához tartozott. A fiatalok elvándorlása miatt lakossága csökkent. 1991-től a független Horvátország része. A délszláv háború idején mindvégig horvát kézen maradt. 2011-ben 116 lakosa volt, akik főként mezőgazdaságból éltek.

## Lakossága
| Lakosság változása | Lakosság változása | Lakosság változása | Lakosság változása | Lakosság változása | Lakosság változása | Lakosság változása | Lakosság változása | Lakosság változása | Lakosság változása | Lakosság változása | Lakosság változása | Lakosság változása | Lakosság változása | Lakosság változása | Lakosság változása |
| ------------------ | ------------------ | ------------------ | ------------------ | ------------------ | ------------------ | ------------------ | ------------------ | ------------------ | ------------------ | ------------------ | ------------------ | ------------------ | ------------------ | ------------------ | ------------------ |
| 1857               | 1869               | 1880               | 1890               | 1900               | 1910               | 1921               | 1931               | 1948               | 1953               | 1961               | 1971               | 1981               | 1991               | 2001               | 2011               |
| 68                 | 89                 | 117                | 121                | 150                | 146                | 129                | 149                | 177                | 158                | 147                | 150                | 124                | 124                | 129                | 116                |